# فومیاکی ناکامورا
فومیاکی ناکامورا (انگلیسی: Fumiaki Nakamura؛ زادهٔ ۲۳ آوریل ۱۹۸۱) بازیکن فوتبال اهل ژاپن است.